# Charles Pettigrew
Pour les articles homonymes, voir Pettigrew.
Charles Pettigrew (né le 12 mai 1963 à Philadelphie et mort le 6 avril 2001 dans la même ville) est un chanteur afro-américain. Il est connu pour avoir collaboré avec Eddie Chacon dans le groupe Charles & Eddie.

## Biographie

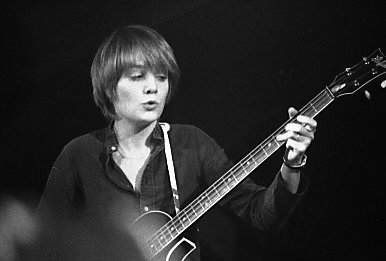
Tina Weymouth (ci-dessus) a déclaré à propos de Charles Pettigrew qu'elle n'avait jamais entendu une voix aussi angélique, avec un sens mélodique aussi impeccable.

Charles Pettigrew est né et a grandi à Philadelphie, en Pennsylvanie. Alors qu'il impressionne ses professeurs par son grain de voix, le jeune Charles Pettigrew entre au Berklee College Of Music de Boston afin d'étudier le jazz,. En 1985, après ses études, il remporte un concours lancé par la station de radio WBCN avec son groupe Down Avenue.
À la fin des années 1980, Charles Pettigrew déménage à New York où il rencontre Eddie Chacon, un Américain d'origine espagnole. Tous les deux forment un groupe qu'ils nomment Charles & Eddie et signent auprès du label Capitol. Le producteur Josh Deutsch leur propose alors d'interpréter une chanson écrite par les Britanniques Mick Leeson et Peter Vale. Cette chanson s'intitule Would I Lie to You?. La pression de la maison de disques au moment de l'enregistrement de la chanson pousse Charles Pettigrew à tout arrêter. Mais Eddie Chacon raisonne Charles et en automne 1992, la chanson sort et devient un énorme succès. Elle remporte même trois Ivor Novello Awards dont celui du « Hit International de l'année ». Le groupe se produit au MIDEM à Cannes. Les prestations de Charles Pettigrew sont comparées à celles de Smokey Robinson. En mai 1995, le deuxième album studio de Charles & Eddie intitulé Chocolate Milk est mal accueilli par la critique. Le faible succès que rencontrent les singles 24-7-365 et Jealousy amènent le duo à se séparer définitivement.
Vers la fin des années 1990, les médecins diagnostiquent un cancer à Charles Pettigrew alors que sa carrière prend un nouveau tournant. En 1998, il rejoint en effet Tom Tom Club, un groupe de pop formé par Tina Weymouth et Chris Frantz, deux anciens membres de Talking Heads. Charles Pettigrew les accompagne vocalement pendant leurs tournées et signe aussi plusieurs chansons pour l'album The Good, the Bad and the Funky qui sort en 2000. Charles Pettigrew meurt le 6 avril 2001 des suites de sa maladie.

## Discographie

### Albums studio avec Charles & Eddie
- 1992 : Duophonic
- 1995 : Chocolate Milk

### Albums studio avec Tom Tom Club
- 2000 : The Good The Bad and The Funky